# Patrícia Mamona
Patrícia Mbengani Bravo Mamona ComM • GOM (São Jorge de Arroios, Lisboa, 21 de novembro de 1988, segunda-feira) é uma atleta portuguesa de triplo salto, de ascendência angolana. Em 2021, ganhou a medalha de ouro em pista coberta, no Campeonato da Europa de Atletismo. Nos Jogos Olímpicos de 2020 ficou em segundo lugar na prova, ganhando a medalha de prata com 15,01m.

## Percurso
Desde de muito nova que Patrícia se destacou como uma atleta com grande potencialidade. Foi descoberta pelo treinador José Uva, tendo representado a  Juventude Operária de Monte Abraão (JOMA), entre 2002 e 2010.
A atleta em 2003 no Triplo Salto arrasou completamente todos os Recordes Nacionais com 11,69m, para nos dois anos seguintes melhorar o Recorde, até chegar ao 12,87m durante os Campeonatos do Mundo de Juvenis onde ficou num honrado 7º lugar.
A sua especialidade sempre foi o Triplo Salto, mas em 2005 bateu os recordes nacionais juvenis dos 100m barreiras e do Salto em Comprimento. Nessa altura também já tinha batido quatro vezes o Recorde Nacional Júnior do Triplo Salto e, em 2006 viria a fazê-lo outras quatro terminando o concurso no 4º lugar.
Na categoria de sub-23, Patrícia Mamona entre 2006 e 2010, melhorou o Recorde Nacional do Triplo Salto onze vezes, e, foi penta campeã de Portugal no Triplo Salto e no Salto em Comprimento, para além de ter conquistado dois títulos nacionais nos 100m barreiras.
Em 2008 foi para a Universidade Clemson no estado americano da Carolina do Sul, para tirar o curso de engenharia biomédica, passando a competir no circuito universitário americano, ao mesmo tempo que continuava a vir a Portugal para participar nas principais provas.
Ainda como atleta do JOMA, foi tri-Campeã de Portugal no Triplo Salto entre 2008 e 2010, abrindo este ultimo ano com um salto de 13,85m, que era  Recorde Nacional em pista coberta.
Ainda em 2010,  a atleta viria a melhorar mais três vezes o Recorde Nacional do Triplo Salto, tornando-se na primeira portuguesa a ultrapassar a barreira dos 14 metros durante a fase final dos NCAA, a competição universitária de maior destaque nos Estados Unidos da América.
Mas o melhor estava guardado para os Campeonatos da Europa que se disputaram em Barcelona, onde Patrícia Mamona saltou  14,12m durante as qualificações, batendo assim novamente o Recorde Nacional e garantindo um lugar na Final da competição, onde foi 8ª classificada.
No final de 2010 Patrícia Mamona transferiu-se para o Sporting Clube de Portugal, onde estabeleceu um novo Recorde Nacional do Triplo Salto obtido nos Campeonatos de Portugal, onde foi novamente Campeã, chegando assim aos 10 títulos consecutivos, aos quais somou outros seis obtidos na pista coberta, entre 2012 e 2017.
Voltando a 2011, a atleta conquistou a Medalha de Prata no Triplo Salto das Universíadas, que se disputaram na China, mas nos Mundiais da Coreia do Sul, esteve abaixo das expectativas e não passou das qualificações.
Já em 2012 Patrícia conquistou a Medalha de Prata no Triplo Salto dos Campeonatos da Europa de Atletismo, com 14,52m.
Depois destes resultados, as suas expectativas para os Jogos Olímpicos de Londres eram elevadas, mas ficou no ingrato 13º lugar das qualificações, com a marca de 14,11m, que a deixou a um lugar e a apenas 5 centímetros da final olímpica.

A 23 de Fevereiro de 2014, no decorrer do Campeonato Nacional de Pista Coberta, com um salto de 14,01m, tornou-se assim a primeira portuguesa a ultrapassar a barreira dos 14 metros em pista coberta e depois melhorou para 14,36m, que era a 3ª melhor marca mundial do ano. Ainda nesse ano fez parte da equipa do Sporting que conseguiu o histórico 2º lugar na Taça dos Campeões Europeus de Atletismo.
Em 2015 foi 5ª classificada no Europeu de Pista Coberta  ficando muito perto das medalhas ao saltar 14,32m, mas nos Mundiais de Pequim não conseguiu passar das qualificações.

No dia 10 de julho de 2016, no Campeonato Europeu de Atletismo, em Amesterdão, saltou 14,58 metros, conquistando a medalha de ouro e estabelecendo um novo recorde nacional de triplo salto feminino. No mesmo dia, foi agraciada com o grau de Comendador da Ordem do Mérito, insígnia que lhe foi entregue três dias depois, a 13 de julho. No mesmo ano, a 14 de agosto, nos Jogos Olímpicos do Rio de Janeiro, terminou o concurso na 6ª posição, obtendo assim a melhor classificação de sempre do triplo salto feminino português, após um salto de 14,65 metros.

Iniciou a época de 2017 num grande momento de forma, realizando 4 concursos consecutivos sempre acima dos 14 metros, um dos quais lhe valeu o seu 6º título de Campeã de Portugal no Triplo Salto em pista coberta.
No dia 4 de Março de 2017 Patrícia Mamona conquistou a Medalha de Prata no Triplo Salto no Campeonato da Europa de Atletismo de Pista Coberta, que decorreu na Sérvia.
Em Agosto de 2017 voltou a marcar presença nos Campeonatos Mundiais de Atletismo, garantindo facilmente um lugar na Final ao saltar 14,29m. Na Final começou com um nulo que a inibiu e depois chegou aos 14,12m, que a colocaram no 8º lugar, mas no último salto da terceira ronda foi ultrapassada pela espanhola Ana Peleteiro e ficou de fora dos três saltos finais por apenas 1 centímetro, terminando assim no 9º lugar.
Ainda em 2017 recebeu o prémio Leões Honoris Sporting na categoria Atleta Feminina do Ano.
Patrícia fez parte da equipa que ganhou a Taça dos Campeões Europeus de Atletismo em 2018, contribuindo com uma vitória no Triplo Salto. Ainda nesse ano esteve presente nos Europeus de Berlim, onde não conseguiu chegar à Final pois vinha de uma paragem motivada por uma lesão que também a impediu de ser mais uma vez Campeã de Portugal, título que recuperou em 2019.
No dia 2 de Fevereiro de 2019 igualou o Recorde Nacional do Triplo Salto em pista coberta no Meeting de Karlsruhe e poucos dias depois em Madrid confirmou o grande momento de forma que atravessava com um concurso brilhante, com saltos entre os 14,11m e os 14,44m.
Iniciou a época de 2020 novamente em excelente forma vencendo o Meeting de L'Eure de pista coberta, em França, obtendo a segunda melhor marca mundial do ano com a marca de 14,33m. Logo a seguir foi Campeã de Portugal no Triplo Salto em pista coberta pela 7ª vez, ,para no Verão obter o seu 12º título ao ar livre com a marca de 14,26m.
No dia 7 de março de 2021 ganhou a medalha de ouro (Triplo Salto) no Campeonato Europeu de Atletismo em Pista Coberta 2021 em Torún, com uma marca de 14.53 metros, após ter lutado contra a COVID-19.  A 1 de Agosto de 2021, a atleta garantiu a medalha de prata, apenas atrás da gigante venezuelana que bateu o recorde mundial do triplo salto.
No verão de 2021 foram realizados os Jogos Olímpicos de Tóquio 2020, devido à pandemia covid-19, Patrícia Mamona alcançou a medalha de prata com a marca de 15,01m, batendo assim o recorde nacional na modalidade.
Ainda em 2021, ganha o Prémio ACTIVA Mulheres Inspiradoras, na categoria Desporto. 
A 11 de janeiro de 2022, foi agraciada com o grau de Grande-Oficial da Ordem do Mérito.
Em 2023 conquistou a Medalha de Bronze no concurso do Triplo Salto dos Europeus de pista coberta, disputados na Turquia.
Foi distinguida com o Prémio Stromp na categoria Atleta em 2012, 2016 e 2021 e em 2017 na categoria Europeu.

## Biografia
Filha de um pai funcionário da IBM e mãe auxiliar de enfermagem, cresceu em Agualva, no concelho de Sintra. O pai é angolano do Uíge e o seu apelido significa visionário em quicongo.
Quando tinha 13 anos, o pai emigrou para Inglaterra e o resto da família juntou-se mais tarde. Patrícia ficou em Portugal por causa do atletismo e para terminar os estudos. Aos 17 anos, ganhou uma bolsa e foi estudar Medicina na Universidade Clemson, na Carolina do Sul. 

## Recordes Pessoais
- Triplo salto: 15,01m  (Tóquio - 2021)
- Comprimento: 6,21m (Blacksburg - 2009)
- 200 metros: 24,42s (Clemson - 2010)
- 110 metros com barreiras: 13,53s (Clemson - 2010)
- Heptatlo: 5 293 Pontos (Durham - 2011)

## Palmarés
Campeonatos Nacionais

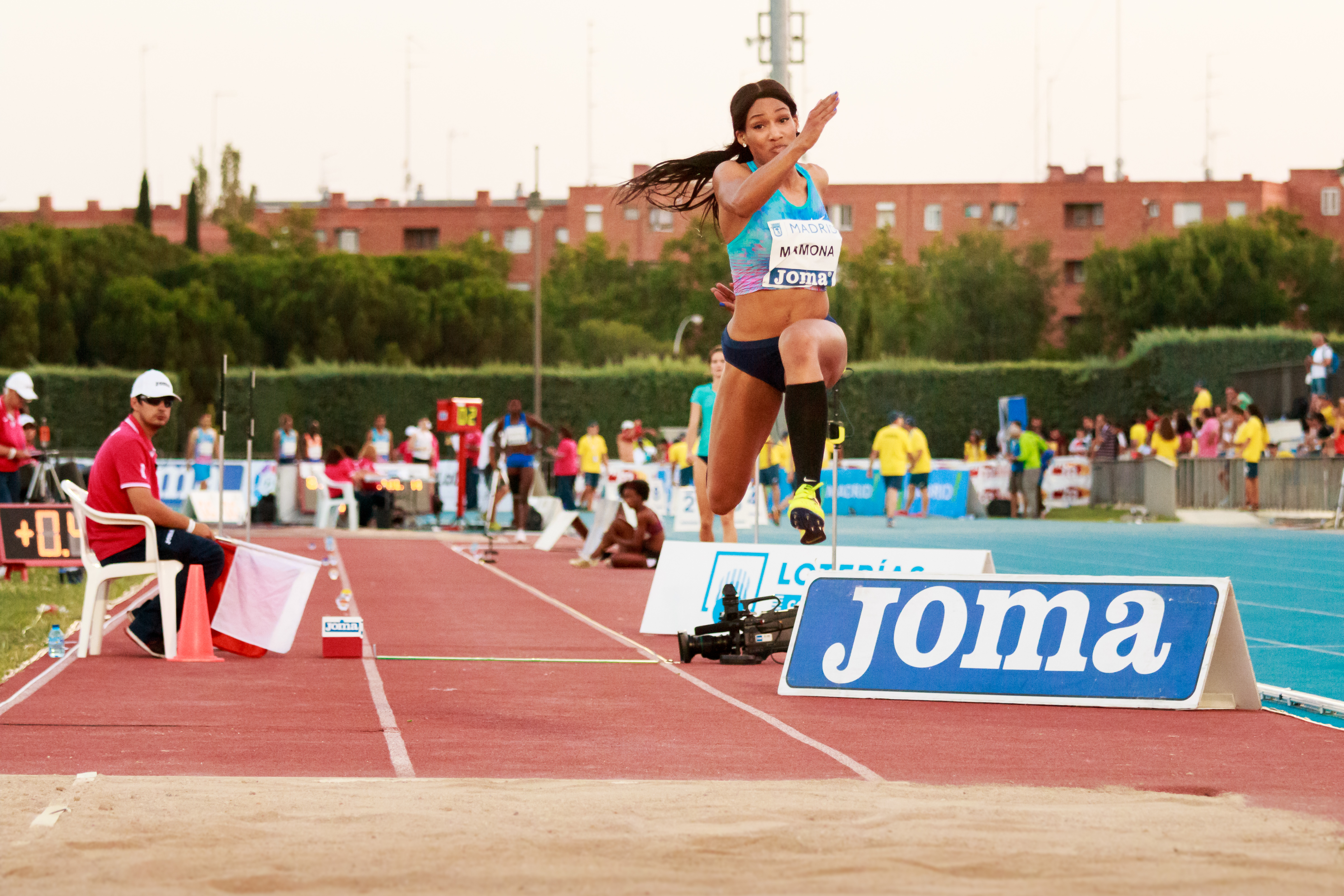
Patrícia Mamona (Triplo salto, Meeting Madrid 2017)

- 3 Campeonatos Nacionais Triplo salto (2008 - 2010)

Campeonatos da Europa
- (Torún 2021) Triplo salto (1.º lugar - 14.53 metros)
- (Campeonato da Europa de Pista Coberta, Belgrado, Sérvia 2017) Triplo salto (2.º lugar - 14.29 metros)
- (Amesterdão 2016) Triplo salto (1.º lugar)
- (Helsínquia 2012) Triplo salto (2.º lugar)
- (Barcelona 2010) Triplo salto (8.º lugar)

Campeonatos do Mundo de Juniores
- (Pequim 2006) Triplo salto (4.º lugar)

Jogos Olímpicos
- Tóquio 2020 Triplo salto (2.º lugar)
- Rio 2016 Triplo salto (6.º lugar)

## Competições Internacionais
| Ano                    | Competição                            | Local                    | Posição                | Evento                 | Notas                  |
| Competidor de Portugal | Competidor de Portugal                | Competidor de Portugal   | Competidor de Portugal | Competidor de Portugal | Competidor de Portugal |
| ---------------------- | ------------------------------------- | ------------------------ | ---------------------- | ---------------------- | ---------------------- |
| 2006                   | Campeonato Mundial Júnior             | Pequim, China            | 4.º                    | Triplo salto           | 13.37 m (+0.9 m/s)     |
| 2006                   | Jogos da Lusofonia                    | Macau, China             | Medalha de bronze      | Triplo salto           | 12.15 m                |
| 2006                   | Jogos da Lusofonia                    | Macau, China             | Medalha de bronze      | Salto em comprimento   | 5.65 m                 |
| 2007                   | Campeonato Europeu Júnior             | Hengelo, Países Baixos   | 15.º (q)               | Triplo salto           | 12.76 m                |
| 2009                   | Jogos da Lusofonia                    | Lisboa, Portugal         | 4.º                    | 100 m barreiras        | 13.90 s                |
| 2009                   | Jogos da Lusofonia                    | Lisboa, Portugal         | Medalha de ouro        | Salto triplo           | 13.79 m                |
| 2009                   | Campeonato Europeus Sub-23            | Kaunas, Lituânia         | 5.º                    | Salto triplo           | 13.71 m                |
| 2010                   | Campeonato da Europa                  | Barcelona, Espanha       | 8.º                    | Salto triplo           | 14.07 m                |
| 2011                   | Universíade                           | Shenzhen, China          | Medalha de prata       | Salto triplo           | 14.23 m                |
| 2011                   | Campeonato Mundial                    | Daegu, Coreia do Sul     | 27.º (q)               | Salto triplo           | 13.59 m                |
| 2012                   | Campeonato da Europa                  | Helsínquia, Finlândia    | Medalha de prata       | Salto triplo           | 14.52 m                |
| 2012                   | Jogos Olímpicos                       | Londres, Reino Unido     | 13.º (q)               | Salto triplo           | 14.11 m                |
| 2013                   | Campeonato Europeu em Pista Coberta   | Gotemburgo, Suécia       | 8.º                    | Salto triplo           | 13.72 m                |
| 2014                   | Campeonato Mundial em Pista Coberta   | Sopot, Polónia           | 4.º                    | Salto triplo           | 14.26 m                |
| 2014                   | Campeonato da Europa                  | Zurique, Suíça           | 13.º (q)               | Salto triplo           | 13.62 m                |
| 2015                   | Campeonato da Europa em Pista Coberta | Praga, República Checa   | 5.º                    | Salto triplo           | 14.32 m                |
| 2015                   | Campeonato Mundial                    | Pequim, China            | 16.º (q)               | Salto triplo           | 13.74 m                |
| 2016                   | Campeonato da Europa                  | Amsterdão, Países Baixos | Medalha de ouro        | Salto triplo           | 14.58 m                |
| 2016                   | Jogos Olímpicos                       | Rio de Janeiro, Brasil   | 6.º                    | Salto triplo           | 14.65 m                |
| 2017                   | Campeonato Europeu em Pista Coberta   | Belgrado, Sérvia         | Medalha de prata       | Salto triplo           | 14.32 m                |
| 2017                   | Campeonato Mundial                    | Londres, Reino Unido     | 9.º                    | Salto triplo           | 14.12 m                |
| 2018                   | Jogos do Mediterrâneo                 | Tarragona, Espanha       | 6.º                    | Salto triplo           | 13.79 m                |
| 2018                   | Campeonato da Europa                  | Berlim, Alemanha         | 16.º (q)               | Salto triplo           | 13.92 m                |
| 2019                   | Campeonato da Europa em Pista Coberta | Glasgow, Reino Unido     | 4.º                    | Salto triplo           | 14.43 m                |
| 2019                   | Campeonato Mundial                    | Doha, Qatar              | 8.º                    | Salto triplo           | 14.40 m                |
| 2021                   | Campeonato da Europa em Pista Coberta | Toruń, Polónia           | Medalha de ouro        | Salto triplo           | 14.53 m                |
| 2021                   | Olympic Games                         | Tóquio, Japão            | Medalha de prata       | Salto triplo           | 15.01 m                |

## Reconhecimentos
Em 2025 foi distinguida com o Prémio As Mulheres Mais Influentes de Portugal, 2024.